# Colpo grosso (film 1991)
Colpo grosso (The Big Slice) è un film del 1991 diretto da John Bradshaw.